# Obsolență planificată

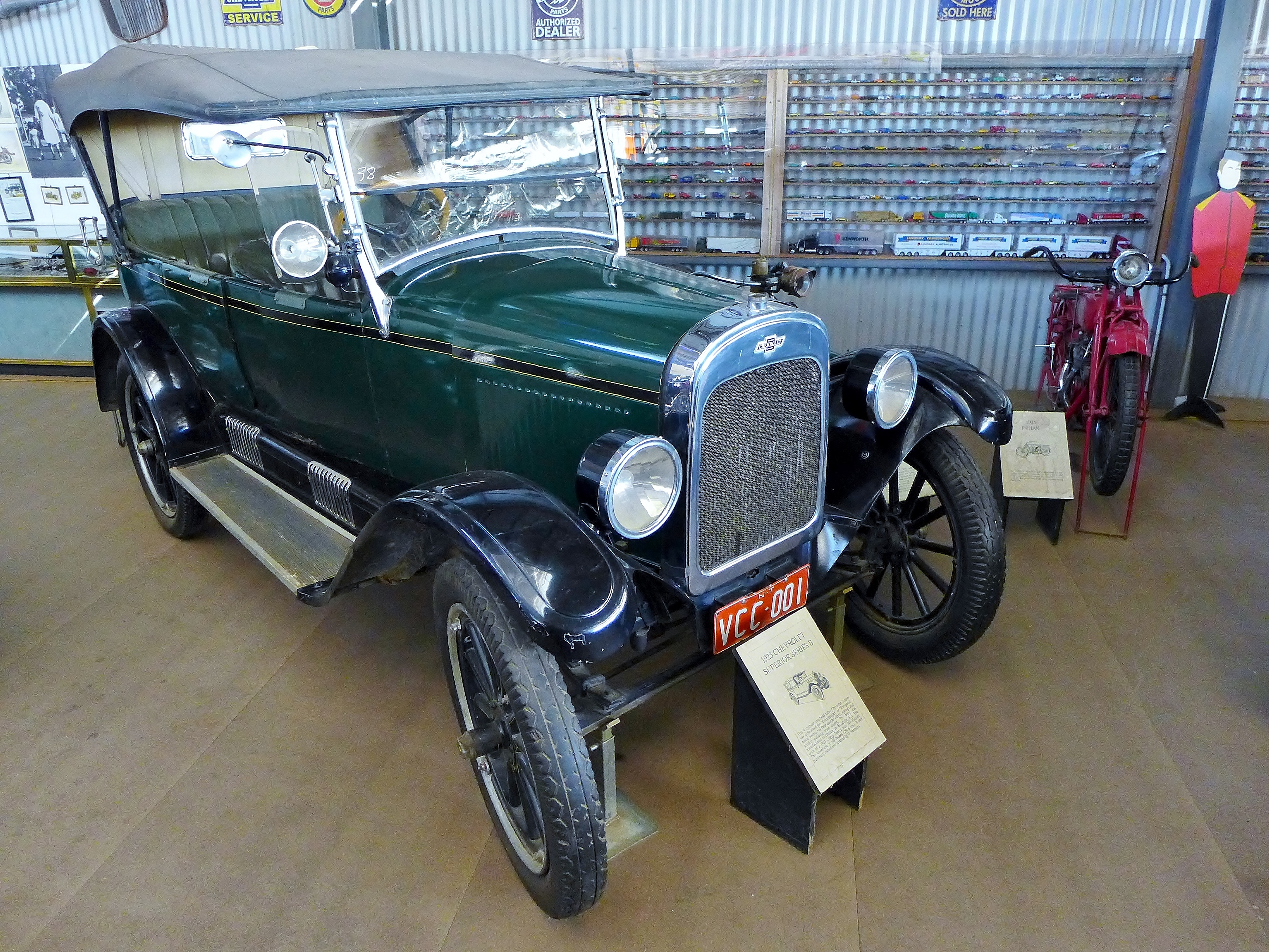
Chevrolet din 1923 este citat ca fiind unul dintre cele mai vechi exemple de facelift-uri anuale din industria auto, deoarece avea un corp restilizat care acoperă ceea ce era, în esență, tehnologia veche de nouă ani.

În economie și design industrial, obsolența planificată (engleză Planned obsolescence sau uzură planificată/încorporată/prematură) este conceptul care presupune strategii de proiectare sau fabricare a unui produs cu o durată de viață utilă redusă intenționat. După o perioadă prestabilită, produsul fie începe să funcționeze tot mai prost, fie încetează complet să funcționeze, fie devine depășit. Scopul acestor practici este stimularea cererii și creșterea vânzărilor prin reducerea duratei dintre achizițiile succesive, așa-numitul „ciclu de înlocuire”. Astfel, durata de viață a produsului este scurtată deliberat pentru a forța consumatorii să cumpere versiuni noi, înlocuitoare, chiar dacă produsul vechi ar fi putut funcționa în continuare în condiții normale.
Obsolența planificată este mai frecventă în piețele oligopoliste, unde loialitatea față de brand reduce concurența reală. În astfel de cazuri, apare o asimetrie informațională între producător (care cunoaște durata reală de viață) și consumator (care nu o poate anticipa). În economiile cu o competiție puternică, tendința este opusă: creșterea durabilității produselor. De exemplu, apariția automobilelor japoneze în SUA în anii 1960–1970 a obligat producătorii americani să îmbunătățească fiabilitatea propriilor produse.

## Durabilitate redusă artificial
Durabilitatea redusă artificial este o strategie în care produsul este intenționat conceput să se degradeze mai rapid decât ar fi necesar, prin alegerea unor materiale slabe sau printr-un design care accelerează uzura.
Exemple includ componente fragile (rotițe, șuruburi, conectori), dar și defecțiuni induse de software, ca în cazul unor ecrane AMOLED care prezintă probleme după actualizări. În domeniul telefoanelor, bateriile greu de înlocuit, fragilitatea ecranelor și lipsa pieselor de schimb contribuie la obsolență.

## Baterii

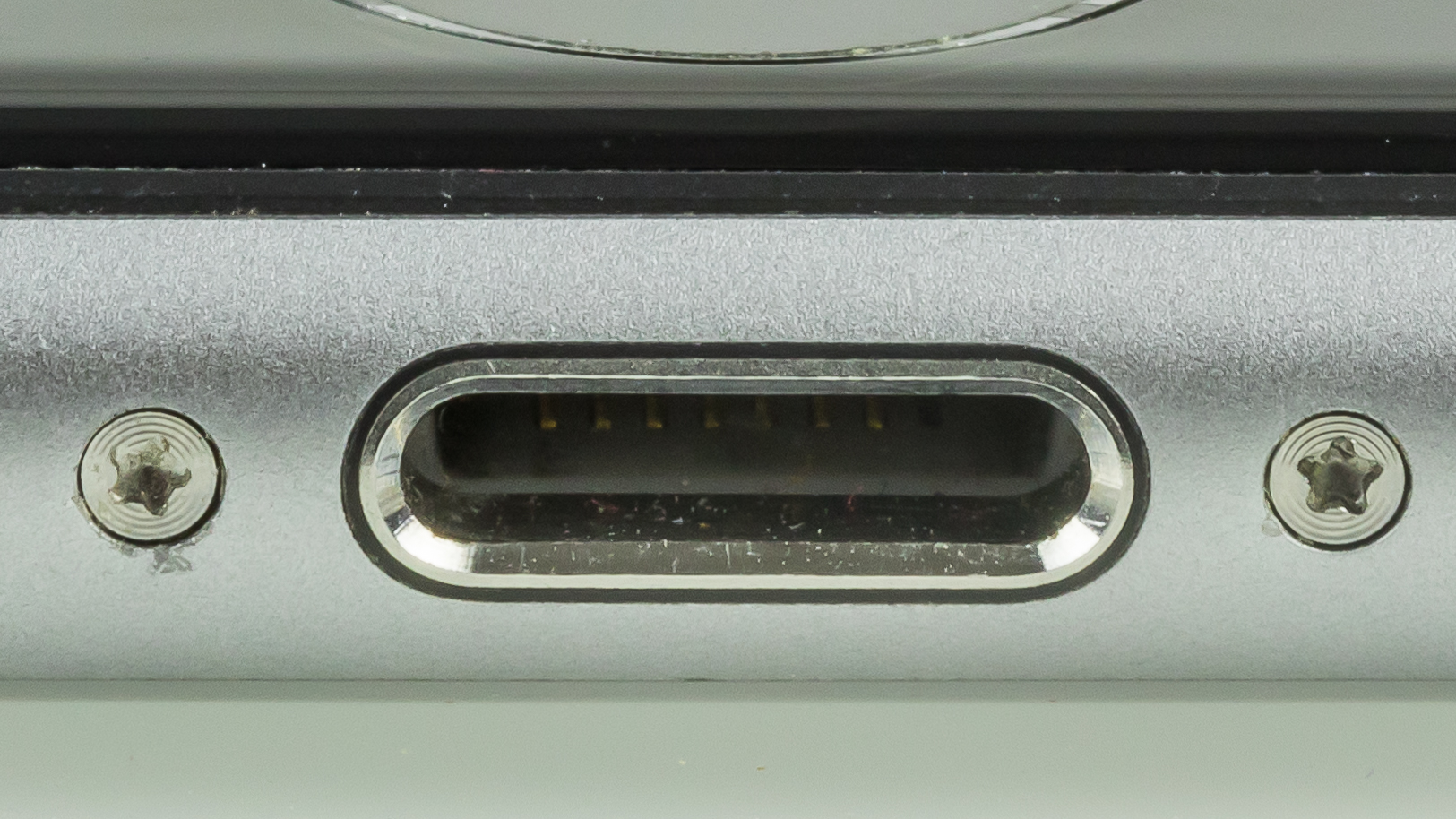
Șuruburi pentalobe utilizate într-un iPhone 6S. Criticii au susținut că utilizarea de către Apple a șuruburilor cu pentalob în dispozitivele lor mai noi este o încercare de a împiedica proprietarul să repare dispozitivul

Pe parcursul utilizării normale, bateriile reîncărcabile își reduc treptat capacitatea de stocare a energiei, puterea de ieșire și stabilitatea tensiunii terminale, ceea ce afectează performanța dispozitivelor electronice portabile și poate conduce, în timp, la întreruperi de funcționare. În cazul anumitor produse portabile moderne, precum telefoane mobile, laptopuri sau periuțe de dinți electrice, bateriile sunt integrate în mod permanent în carcasă, fiind inaccesibile pentru înlocuire de către utilizatorul final.
Această abordare de proiectare limitează durata de viață a dispozitivului la longevitatea componentelor cu uzură accelerată, precum bateria. Înlocuirea acesteia implică, de regulă, apelarea la servicii specializate sau achiziția unui dispozitiv nou, fapt care poate descuraja reparațiile și contribui la creșterea volumului de deșeuri electronice. În plus, în cazul dispozitivelor etanșe, deschiderea carcasei poate compromite rezistența la apă sau poate deteriora componente interne sensibile, întrucât acumulatorul este fixat cu adeziv în proximitatea plăcii de bază.
Această practică a fost popularizată de compania Apple odată cu lansarea iPhone și a fost adoptată treptat de majoritatea producătorilor de telefoane mobile, cu excepția unor inițiative orientate spre reparabilitate. În contrast, modelele mai vechi de telefoane mobile ofereau acces facil la baterie, inclusiv în cazul celor certificate pentru rezistență la apă.
Ca răspuns la aceste evoluții, la 9 decembrie 2022, Parlamentul European a adoptat un acord privind reglementarea designului aparatelor electrice. Potrivit noilor dispoziții, începând cu anul 2026, dispozitivele comercializate în Uniunea Europeană (cu excepția celor utilizate predominant în medii umede) vor trebui proiectate astfel încât utilizatorii să poată înlocui cu ușurință bateriile, fără instrumente specializate sau riscuri pentru integritatea produsului.

## Obsolență software
Degradarea software-ului este o formă de obsolență planificată care constă în dezactivarea deliberată sau limitarea funcționalității versiunilor mai vechi de programe, chiar dacă acestea ar putea continua să funcționeze din punct de vedere tehnic. Această practică este frecvent justificată prin motive de securitate sau conformitate, dar poate forța utilizatorii să adopte actualizări sau să achiziționeze dispozitive noi. În unele cazuri, noile versiuni pot elimina funcții, impune schimbări sau introduce incompatibilități, generând frustrare și costuri suplimentare pentru utilizatori (de exemplu, Adobe Flash Player sau aplicația YouTube pentru Android).

## Obsolență legală
Obsolența legală (sau învechirea legală) se referă la reducerea utilizabilității unui produs prin intermediul legislației, precum și la stimularea achiziției unui produs nou prin oferirea de beneficii pentru înlocuirea celui vechi.
În Europa, în orașe precum Londra, Berlin, Paris, Anvers și Bruxelles, au introdus zone cu emisii reduse care interzic accesul autovehiculelor diesel mai vechi. Unele orașe interzic complet vehiculele cu motor cu combustie internă în centrele urbane și promovează în schimb mersul pe jos, bicicletele electrice sau vehiculele ușoare.
Un exemplu este programul „Cash for Clunkers” din Statele Unite, care a oferit subvenții guvernamentale cetățenilor pentru a înlocui vehiculele vechi cu unele mai noi și mai eficiente energetic, în scopul stimulării economiei în contextul crizei financiare din 2008.

## Imprimante
Imprimantele au de obicei o limită de viață setată la cca. 5 ani sau cca. 18000 de pagini. Un cip EEPROM memorează numărul de pagini imprimate. Când utilizatorul atinge limita prestabilită, imprimanta se blochează. Memoria EEPROM poate fi ștearsă și reprogramată (rescrisă) în mod repetat prin aplicarea unei tensiuni mai mari decât cea generată de circuitul extern sau intern, în cazul celor mai moderne memorii EEPROM.  